# جاي ديني
جاي ديني (بالإنجليزية: Jay Denny) هو لاعب كرة قدم أمريكي، ولد في 6 يناير 1986 في سانتا مونيكا في الولايات المتحدة. شارك مع منتخب الولايات المتحدة تحت 17 سنة لكرة القدم. أما مع النوادي، فقد لعب مع ستوك سيتي وشروزبري تاون ونادي ووستر سيتي.

## وصلات خارجية
- جاي ديني على موقع قاعدة بيانات كرة القدم.إي يو (الإنجليزية)
- جاي ديني على موقع Soccerbase.com (لاعب) (الإنجليزية)